# Sito archeologico di Vassallaggi
Il sito archeologico di Vassallaggi è stato un sito preistorico dell'età del bronzo, posto sull'omonima altura, che ha avuto un successivo grande sviluppo dopo il VII secolo a.C. diventando un phrourion. 

## Localizzazione
Il sito si trova nel territorio comunale di San Cataldo (nel nisseno), nella media valle del Salso, a 704 m s.l.m.. Localizzato in contrada Roccella, esso costituisce una posizione strategica, cerniera per i collegamenti tra le coste meridionali e settentrionali dell'isola. Ha un orientamento NE-SO e corre parallelo alla SS 122 San Cataldo-Serradifalco.

## Descrizione
Il sito archeologico si è sviluppato nel tempo in cinque collinette vicine tra loro; esso rappresenta un importante esempio di insediamento greco del centro Sicilia, ellenizzato da coloni greci-rodio-cretesi. 
Il sito occupa una posizione strategica che controlla la valle del fiume Salso centrale e dell'alto fiume Platani.
Il sito, conosciuto già dal XIX secolo, solo a partire dal 1905 venne fatto oggetto di campagne di scavi, che fino agli anni sessanta hanno dato brillanti risultati con il rinvenimento di considerevoli tracce di presenza umana a partire dall'Età del bronzo fino ai primi secoli della cristianità. Resti di mura, case, tracciati urbani, tombe e luoghi di culto rimangono a testimonianza di un fiorente passato e numerosissimi manufatti, alcuni dei quali perfettamente conservati, oggi sono esposti in diversi musei della Sicilia.

## Storia

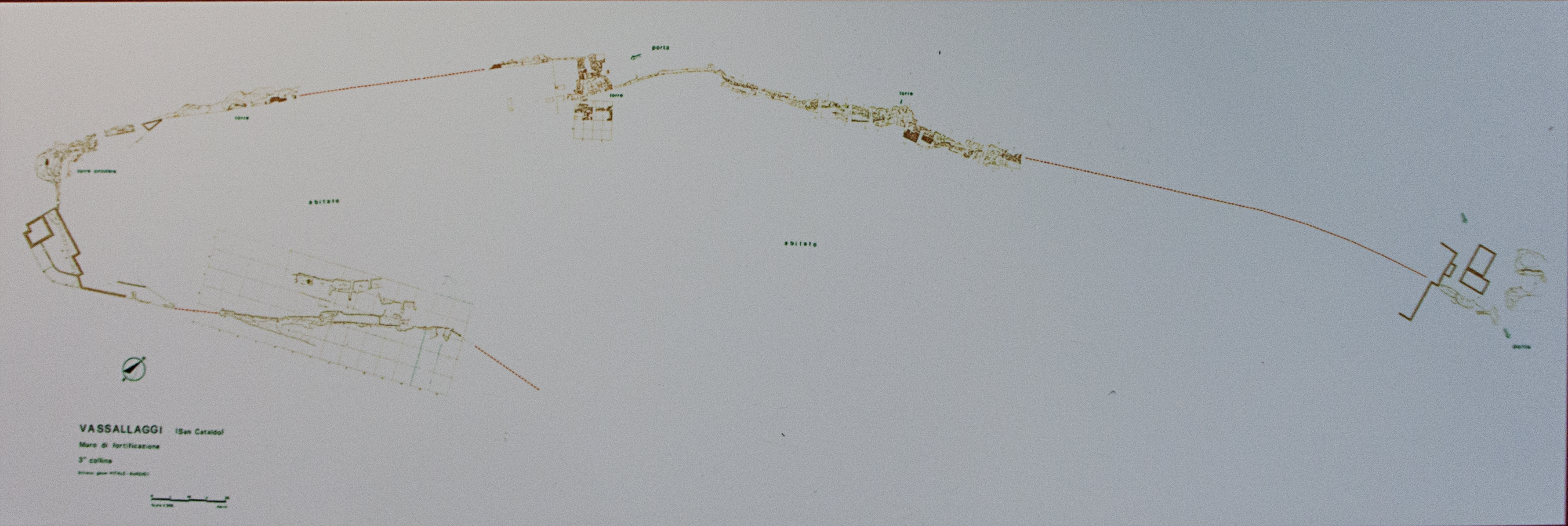
Pianta del muro di fortificazione

Storicamente il sito ha avuto uno sviluppo durante l'età del Bronzo Antico (XVIII-XIV secolo a.C.), della quale ci rimangono alcune tombe a grotticella del periodo del castelluccio ed una capanna circolare con suppellettili poste sulla II collina che guarda San Cataldo. Anche se il sito originario è stato alterato da successivi insediamenti.
I più antichi abitanti di Vassallaggi, furono presumibilmente i Sicani della primissima Età del bronzo, presenza testimoniata da ceramiche rosse dipinte con motivi geometrici del II millennio a.C. Tombe a forno tipiche di quelle popolazioni sono state rinvenute nelle vicinanze.
Durante la media e tarda età del bronzo il sito non ha mostrato reperti di fatto queste colline vennero del tutto abbandonate; ciò è spiegabile con fenomeni emigrativi verso il mare (età del bronzo medio) e successivamente con la ricerca di siti più facilmente difendibili dai sopravvenienti siculi (età del bronzo tardo). 
Pertanto il sito ha avuto una pausa di circa 700 anni, prima di insediamenti di cultura sicana indigena che si svilupparono a partire dal VIII a. C. occupando l'area compresa tra il Salso e il Platani.
Furono abitate nuovamente durante l'Età del ferro fino alla colonizzazione ellenica a partire dal V secolo a.C., periodo che vide il villaggio fortificarsi e svilupparsi nell'orbita dell'antica Akragas (Agrigento).

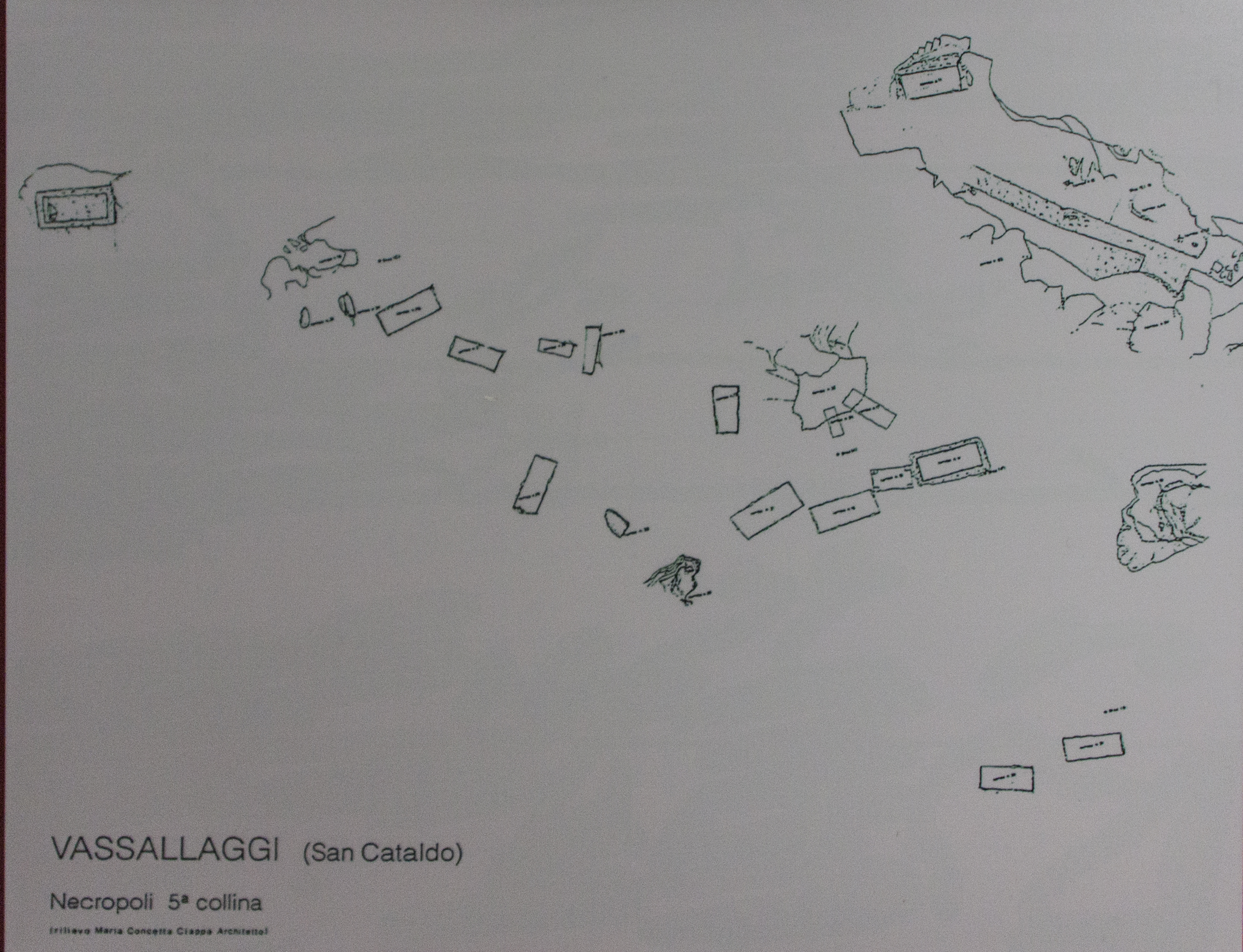
Mappa della necropoli di Vassallaggi

Con la fondazione della città di Gela, potentissima colonia dorica fondata nel VII secolo a.C., ha inizio un periodo di espansione dei popoli di origine ellenica che porterà alla colonizzazione dell'intero centro Sicilia, utilizzando la naturale via dell'Hymera, antico nome del fiume Salso. 
L'espansione verso l'interno della Sicilia si può spiegare con l'esigenza di alleggerire la pressione demografica delle polis greche dalla madrepatria prima e poi delle colonie. Dalla necessità di aumentare la produzione agricola e dalla necessità di reperire nuovi sbocchi commerciali per la produzione artigianale.
Il sito di Vassallaggi, tuttavia, dalle prove conosciute sarà oggetto di conquista e colonizzazione solo successivamente ad opera di popoli greci di origine Agrigentina a partire dal VI secolo a.C., contrariamente ai siti viciniori di Sabucina, Capodarso e Gibil Gabib che invece furono oggetto di colonizzazione di popolazioni provenienti da Gela, portatori dello stile dei manufatti vascolari di tipo protocorinzio, mai rinvenuti a Vassallaggi.
A questo periodo vengono attribuiti i rinvenimenti più importanti nella ricca necropoli, sia per quantità che per stato di conservazione: sarcofagi in ceramica uno dei quali in perfetto stato di conservazione, vasi di fabbricazione locale, corredi di vasi provenienti da altre zone elleniche; coltelli, lance, strigli in bronzo, monete. È di questo periodo la costruzione di un tempio per il culto di divinità femminili.
La mancanza di prove concrete, iscrizioni e monete coniate sul luogo, rende difficile l'attribuzione di un nome certo a quella che appare come una prospera città. Si ipotizza possa essere Motyon, primo centro fortificato della zona dell'agrigentino. La città venne quasi inspiegabilmente abbandonata intorno al 320 a.C. Non vi sono infatti, tracce di oggetti posteriori a questa data.
Dell'età romana restano tracce di piccoli nuclei abitati sparsi a valle, nei territori circostanti, soprattutto lungo i nodi viari in direzione di Agrigento. Nel sito di Vassallaggi sono state inoltre rinvenute resti di tombe cristiane, datate al V secolo d.C., ricavate nelle grotte preistoriche circostanti.

## Galleria d'immagini

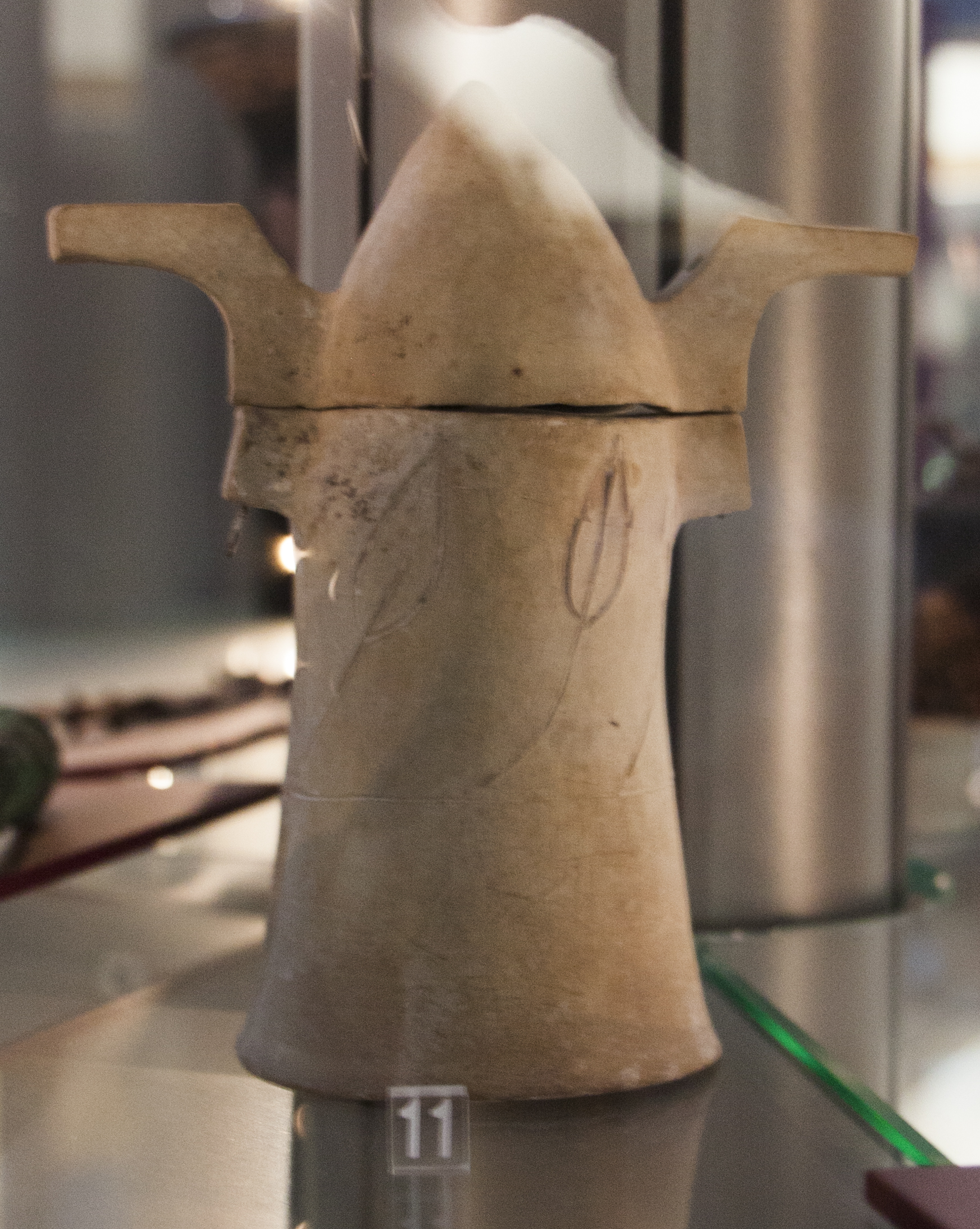
Incensiere acromo con decorazione fitomorfa incisa
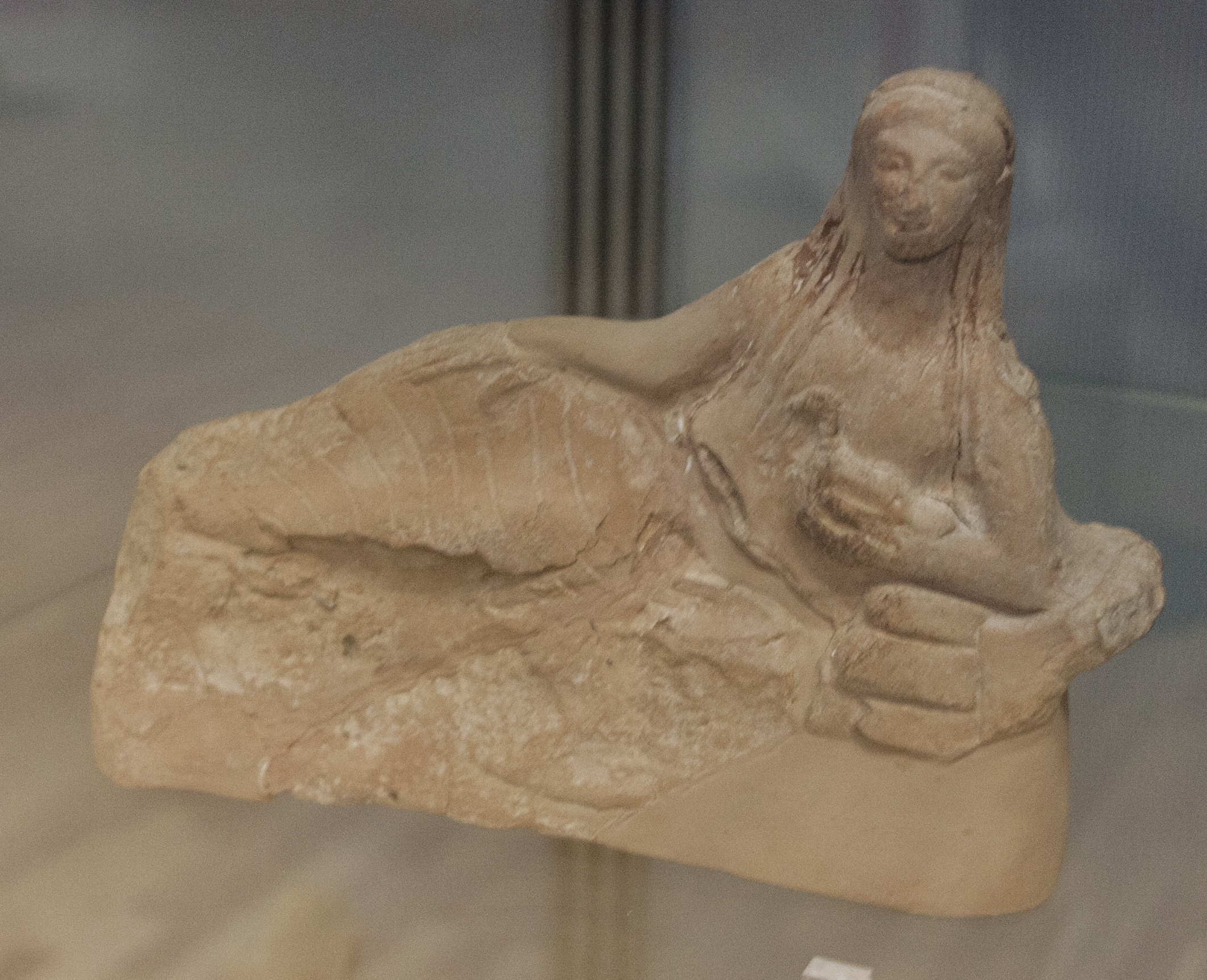
Statuetta fittile di banchettante
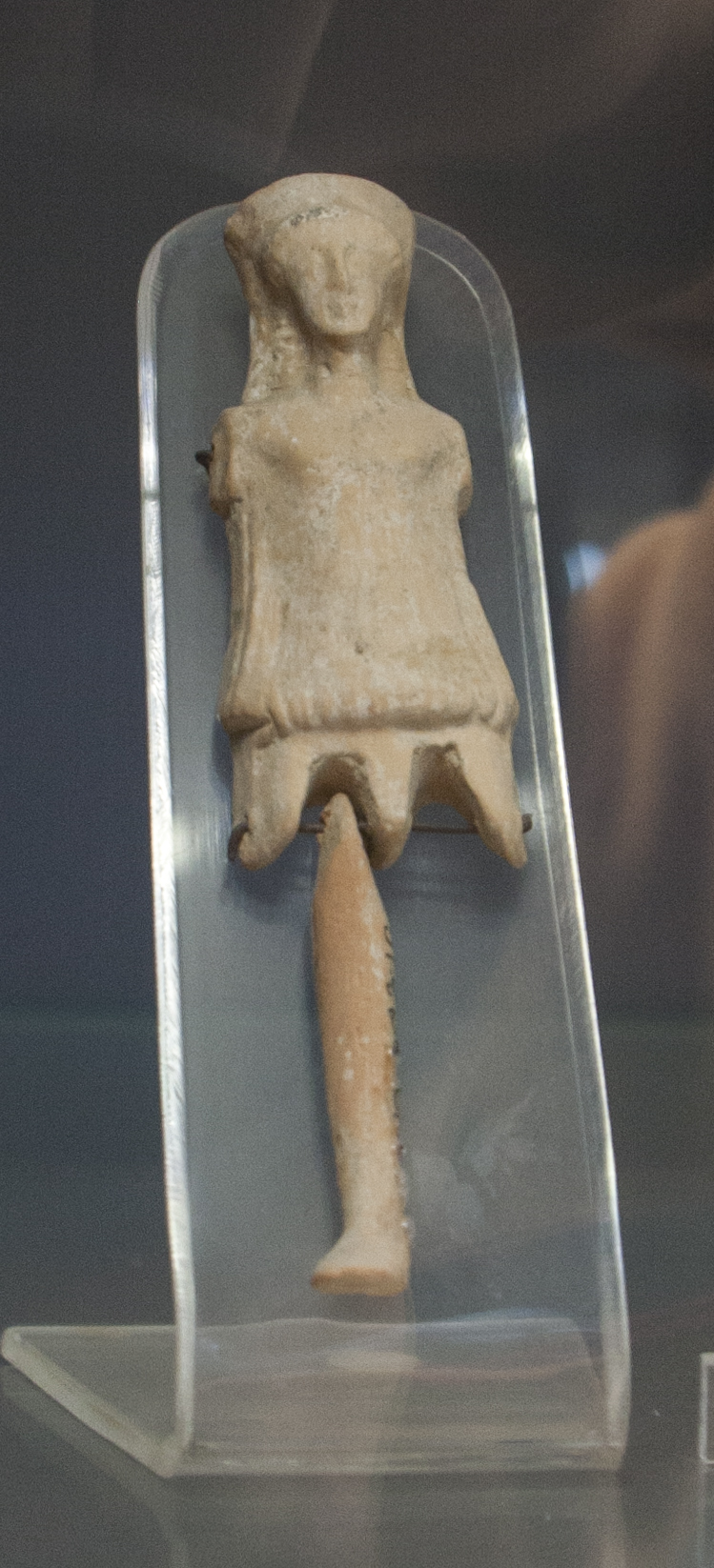
Bambolina in terracotta con arti mobili
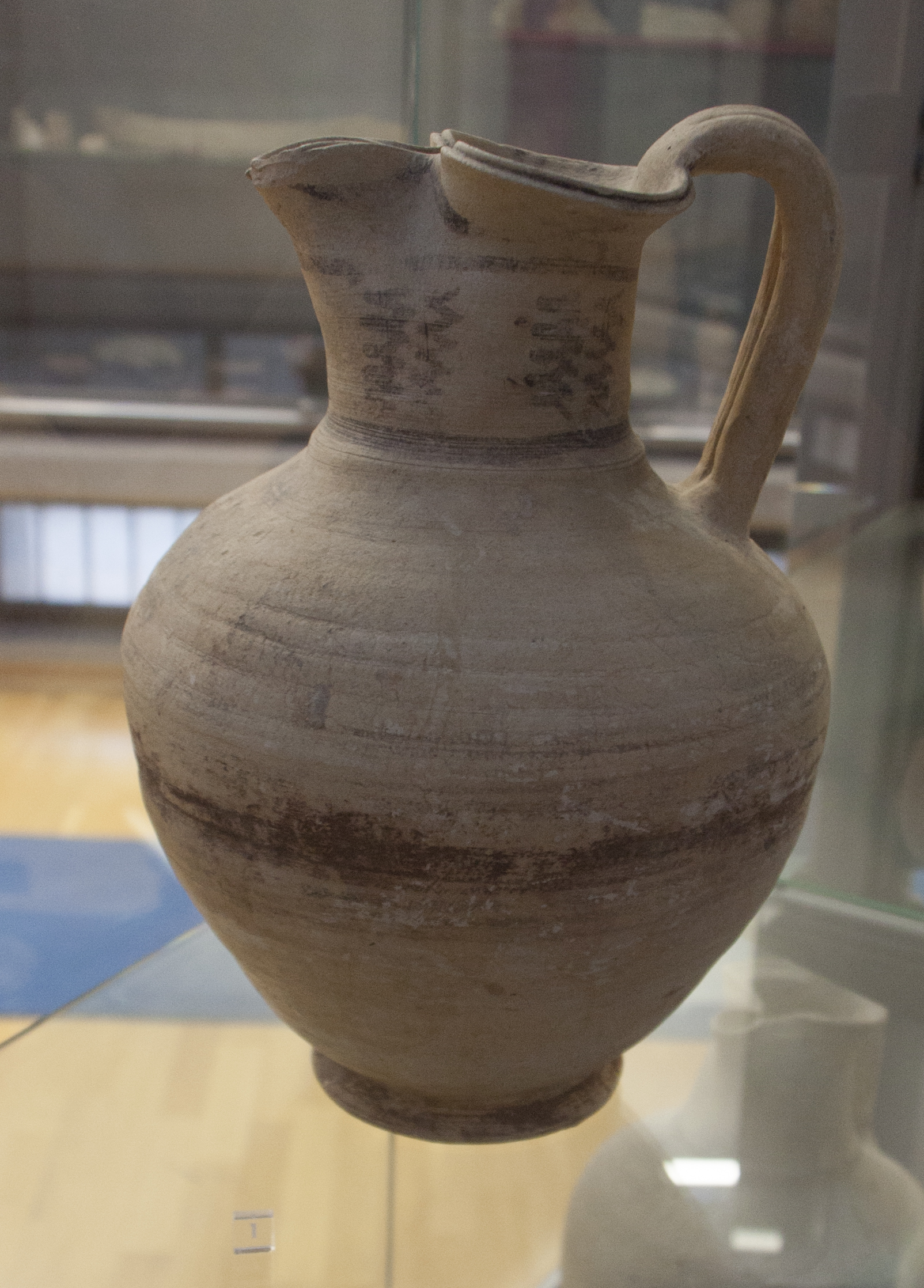
Oinochoe indigena a decorazione lineare